# Constantino Tejada
Constantino Tejada, noto con il soprannome Gaucho (Buenos Aires, 29 marzo 1940), è un ex calciatore argentino, di ruolo difensore e centrocampista.

## Carriera
Dopo un passaggio senza presenze al Vélez Sarsfield ed agli spagnoli del Deportivo La Coruña, nel 1967 si trasferisce negli Stati Uniti d'America per giocare nel Baltimore Bays, con cui dopo aver vinto la Eastern Division della NPSL, raggiungendo la finale della competizione, poi persa contro gli Oakland Clippers.
La stagione seguente, la prima della NASL è chiusa al quarto e penultimo posto della Atlantic Division, piazzamento inutile per la qualificazione alla fase finale del torneo. Nel corso dello stesso anno gioca nei Washington Darts, militanti nell'American Soccer League 1968, che si aggiudicherà il torneo.
Nel 1970 torna in patria per giocare al Club Atlético San Martín di San Juan, con cui ottiene il decimo e l'ultimo posto del gruppo B del Campionato Nacional della Primera División 1970.

### Club
- American Soccer League: 1

Washington Darts: 1968